# Cuneiform Cliffs
Die Cuneiform Cliffs (englisch für Keilformkliffs) sind eine Reihe steiler und unregelmäßiger Felsenkliffs an der Borchgrevink-Küste des ostantarktischen Viktorialands. Sie ragen entlang des unteren Mariner-Gletschers am südlichen Ende des Malta-Plateaus in den  Victory Mountains des Transantarktischen Gebirges auf.
Das New Zealand Antarctic Place-Names Committee benannte sie 1966 nach den keilförmigen Felsspornen an der Front der Kliffs.